# 亚历山大·斯皮林
亚历山大·谢尔盖耶维奇·斯皮林（俄语：Александр Сергеевич Спирин，羅馬化：Alexander Sergeevich Spirin，1931年9月4日—2020年12月30日）是俄罗斯生物化学家，莫斯科国立大学名誉教授（1999年）。原苏联/俄罗斯科学院蛋白质研究所主任。他的主要研究领域是生物化学，包括核酸和蛋白质的生物合成。

## 主要研究
1957年，他与别洛泽尔斯基进行了细菌DNA和RNA的比较分析，并预言了信使RNA的存在。他首次定性描述了高聚物RNA的结构（1959–61）。1968年，他提出了核糖体在蛋白质合成中的分子作用机制。
1962年完成的博士论文答辩，1964年获得教授资格。他于1966年7月1日当选为苏联科学院通讯院士，并于1970年11月24日升为院士。1974年当选利奥波第那科学院院士。2019年4月当选美国国家科学院外籍院士。

## 荣誉
- 三级祖国功勋勋章（2007年4月20日）
- 四级祖国功勋勋章（1999年6月4日）
- 列宁勋章（两次：1975年，1981年）
- 列宁奖（1976年）
- 苏联国家奖（1988年）
- 俄罗斯联邦国家奖（2000年）
- 罗蒙诺索夫金质奖章（2001年）